# Första mellantiden
Första mellantiden eller Första intermediet är en modern beteckning på perioden omkring 2150 - 2040 f.Kr. i det forntida Egyptens historia. Till Första mellantiden räknas vanligen dynastierna 7-11. Perioden betraktas som en kulturell nedgångstid, men ett flertal litterära verk författades under denna tid.
Den Första mellantiden präglas av inre stridigheter och sönderfall. Den verkliga makten ligger hos ett antal länsfurstar som ställs inför utmaningen att hantera omfattande svält. Omkring 2160 f.Kr. försöker en ny faraoätt att återförena Nedre Egypten från huvudstaden Herakleopolis. Under tiden tar en annan rivaliserande släkt, med sin bas i Thebe, kontroll över Övre Egypten. En sammandrabbning mellan de två rivaliserande dynastierna ägde till sist rum. Faraon från Herakleopolis härstammade från en farao vid namn Akhtoy och de första fyra faraonerna från Thebe hette Inyotef eller Antef och tillhörde den 11:e dynastin.  Efter ett sekel präglat av stridigheter vinner Thebe striden om vilken stad som ska vara huvudstad för Egypten.

## 7:e dynastin
Enligt Manetho bestod den sjunde dynastin av 70 kungar som härskade i 70 dagar. Det har hittills inte funnit några som helst spår som kan hänföras till denna dynasti, och det är mest troligt att dynastin helt enkelt uppdiktades av Manetho själv för att understryka att det var en kaotisk tid.

## 8:e dynastin
Härskade i Memfis från omkring 2216 f. Kr. till 2170 f. Kr. Härskade dock inte över de båda länderna, utan troligen endast lokalt. Följden på härskarna är mycket osäker.

## 9:e och 10:e dynastierna
Omkring 2170 f. Kr. hade furstarnas makt i Herakleopolis (fornegyptiska Nennisu) blivit så stark att Memfis territorium annekterades. Dock kontrollerades bara Nildalen ner till Lycopolis (Satju). Söderut bildades samtidigt ett rike med Thebe (Waset) som huvudstad. Nionde och tionde dynastierna i Herakleopolis omfattade 12 till 18 kungar, den exakta följden och längden på styret är oklar, vissa namn är delvis eller helt förstörda. Dessa kungar saknas helt på Abydoslistan och flertalet saknas även på Turinpapyrusen.
Medan furstarna i Herakleopolis såg sig som rättmätiga efterträdare till kungarna i Gamla riket, så grundades i Thebe den starka elfte dynastin.

## 11:e dynastin
De första kungarna av elfte dynastin tillhör i princip den första mellantiden. Omkring 2010 f. Kr. återförenades riket under Mentuhotep II och därmed börjar Mellersta riket.